# Tegostoma sarobiella
Tegostoma sarobiella là một loài bướm đêm trong họ Crambidae.